# Jill of the Jungle
Jill of the Jungle ist eine 1992 von Epic MegaGames veröffentlichte Jump-’n’-Run-Trilogie, die als Konkurrenz zu den Spielen von Apogee Software antrat. Der Hauptwerbepunkt der Spielereihe war, dass sie den VGA-Grafikmodus beherrschte und mit vollen 256 Farben lief, während bspw. das ein Jahr zuvor herausgegebene Duke Nukem nur 16 Farben im EGA-Modus darstellen konnte.
Die Spiele unterstützten auch die Soundkarte Sound Blaster PCM (wenn auch mit ziemlich schlichten Tonuntermalungen), Adlib-Musik und liefen selbst mit CGA-Grafikkarten und dem internen PC-Lautsprecher. Jill of the Jungle war eines der ersten Spiele, das die Speicherung von Spielständen zu jedem beliebigen Zeitpunkt ermöglichte und man konnte von diesem Speicherpunkt wieder weiterspielen. Bei anderen Spielen musste man immer wieder vom Beginn eines Levels starten.
Seit November 2018 ist die Jill-Trilogie gratis bei GOG.com für Linux, macOS und Windows erhältlich. Die GOG-Version basiert auf DOSBox.

## Inhalt
Hauptfigur ist Jill, eine Amazone, die sich anfangs nur mit einem Messer bewaffnet durch die 16 Level mit Rätseln und Monster kämpfen muss, um ihren verschollenen Lebensgefährten zu suchen.
Jill of the Jungle wurde als Shareware veröffentlicht und erhielt zwei Fortsetzungen, Jill Goes Underground und Jill Saves the Prince.
Nach dem Erfolg von Jill produzierte Epic mit Jazz Jackrabbit ein weiteres Spiel, das auf dem gleichen Spielprinzip aufbaute.